# Nagod
Nagod (Hindi: नागोद, Nāgod) ist eine Kleinstadt im indischen Bundesstaat Madhya Pradesh. Sie hat etwa 22.500 Einwohner und liegt im Verwaltungsdistrikt Satna.

## Lage
Nagod liegt etwa 27 km von der Distrikthauptstadt Satna entfernt, die auch über einen Bahnhof verfügt. Von dort verkehren Busse nach Nagod und weiter nach Khajuraho.

## Geschichte
Der Ort war einst Hauptstadt des Fürstenstaates Nagod.

## Umgebung
Von Nagod aus sind mehrere bedeutsame archäologische Stätten mit Bussen oder Taxis zu erreichen:
- Khajuraho (ca. 75 km nordwestlich)
- Nachna (ca. 25 km südöstlich)
- Bhumara (ca. 30 km südöstlich)

Die weniger bedeutsamen gupta-zeitlichen Ruinen von Pipariya und Khoh liegen in der Umgebung von Nachna.